# Foro contra las campañas de desinformación en el ámbito de la Seguridad Nacional
El Foro contra las campañas de desinformación en el ámbito de la Seguridad Nacional es un órgano colegiado de la Administración General del Estado creado por el Consejo de Ministros, en su reunión de 31 de mayo de 2022, a propuesta del ministro de la Presidencia, Relaciones con las Cortes y Memoria Democrática.

## Objetivo
El objetivo del Foro es avanzar en el conocimiento de la amenaza de las campañas de desinformación en el ámbito de la seguridad nacional, así como de analizar e identificar posibles estrategias que permitan hacerle frente de forma integral y coordinada desde la colaboración público-privada.

## Composición
El Foro estará integrado por un total de dieciséis personas. Seis en representación de la Administración General del Estado y diez en representación de organismos de la sociedad civil procedentes del ámbito académico, del sector privado y de asociaciones y/o entidades sin ánimo de lucro.
1. Departamento de Seguridad Nacional (Presidente)
2. Secretaría de Estado de Comunicación (Vicepresidente)
3. Ministerio de Asuntos Exteriores Unión Europea y Cooperación  (Vocal)
4. Ministerio de Defensa  (Vocal)
5. Ministerio del Interior  (Vocal)
6. Ministerio Asuntos Económicos y Transformación Digital (Vocal)
7. Una persona nombrada en representación de las asociaciones del sector de comunicación audiovisual, a propuesta de la Comisión Nacional de los Mercados y la Competencia. (Vocal)
8. Una persona nombrada en representación de las asociaciones de periodistas, a propuesta de la asociación de periodistas con mayor representación a nivel nacional. (Vocal)
9. Una persona nombrada en representación de las organizaciones independientes de verificación a propuesta de la asociación de periodistas con mayor representación a nivel nacional. (Vocal)
10. Una persona nombrada en representación de las universidades españolas, designada entre catedráticos o profesores de Universidad a propuesta de la Conferencia de Rectores de las Universidades Españolas. (Vocal)
11. Una persona nombrada en representación de centros de investigación en el campo de la inteligencia artificial, a propuesta del Consejo Superior de Investigaciones Científicas. (Vocal)
12. Una persona nombrada en representación de centros de análisis de la realidad jurídica y sociopolítica nacional e internacional, a propuesta del Centro de Estudios Políticos y Constitucionales. (Vocal)
13. Una persona nombrada en representación de los institutos y centros de análisis estratégicos sobre la seguridad nacional e internacional, a propuesta del Instituto Español de Estudios Estratégicos. (Vocal)
14. Una persona nombrada en representación de las asociaciones del sector industrial digital, a propuesta de la asociación empresarial del sector digital más representativa a nivel nacional. (Vocal)
15. Una persona nombrada en representación de las asociaciones y organizaciones del sector de la publicidad, a propuesta de la Comisión Nacional de los Mercados y la Competencia. (Vocal)
16. Una persona nombrada en representación de las asociaciones de usuarios de nuevas tecnologías de la información, a propuesta del Consejo de Consumidores y Usuarios. (Vocal)

## Grupos de trabajo 2023
En su II Reunión se aprobaron nueve Grupos de Trabajo, que pretenden incrementar el conocimiento sobre aquellas áreas de interés identificadas por los vocales del Foro. 
1. Fundamentos para una estrategia contra las campañas de desinformación en el ámbito de la Seguridad Nacional.
2. Mapa de las capacidades de investigación en desinformación en las Universidades y centros de investigación españoles.
3. Metodología y buenas prácticas para la detección y verificación de la desinformación y para la respuesta en el plano de la comunicación.
4. Análisis del cumplimiento en España de los compromisos adquiridos a nivel europeo por los prestadores de servicios de la sociedad de la información.
5. Efectos psicológicos, radicalización y amplificación de los conflictos sociales causados por la injerencia y manipulación extranjera de la información: análisis y prevención.
6. Buenas prácticas de las plataformas de contenido en la lucha contra la desinformación en períodos electorales.
7. Estudio de la desinformación rusa a nivel internacional en el contexto de la invasión rusa de Ucrania.
8. Técnicas, metodologías y prospectiva IA para combatir la desinformación.
9. Técnicas y metodologías de ciber inteligencia para la investigación de operaciones de información y guerra cognitiva.

Los trabajos del Foro se presentaron el 12 de diciembre de 2023, en el Centro Superior de Estudios de la Defensa Nacional (CESEDEN).

## Grupos de trabajo 2024
En su IV Reunión, se aprobaron ocho nuevos Grupos de Trabajo, orientados a profundizar en áreas clave de la lucha contra la desinformación identificadas por los vocales del Foro:
1. Vías para luchar contra la desinformación en procesos electorales.
2. Campañas de desinformación y promoción del discurso de odio.
3. El papel de los medios de comunicación, las direcciones de Comunicación y la comunicación de crisis ante campañas de desinformación.
4. Diccionario de la desinformación.
5. Ingeniería de la desinformación: infraestructura tecnológica de las operaciones digitales y análisis del riesgo de su explotación en campañas de manipulación.
6. Escepticismo mediático y de la opinión pública española ante la existencia de campañas de desinformación que afectan a la seguridad nacional.
7. Desinformación y Reglamento de Servicios Digitales.
8. Monetización y economía de la desinformación: Análisis del modelo de negocio en las operaciones de desinformación digital.